# サム・ソリマン
サム・ソリマン（Sam Soliman、1973年11月13日 - ）は、オーストラリアのプロボクサー、元キックボクサー。メルボルン出身。元IBF世界ミドル級王者。トレーナーはデービット・スタンリー。

## 来歴
テコンドー、空手、キックボクシングなどを経験した後ボクシングを始める。キックボクシングでは元ISKAとWKAのチャンピオンだった。

### アマチュア時代
84試合行い、11敗の戦績を残した。

### プロ時代
1997年4月20日、24歳で地元メルボルンのビルボード・ナイト・クラブでデビュー戦を行い、3-0の判定勝ちを収めデビューを白星で飾った。
1997年6月3日、デビュー2戦目がいきなりの国内タイトル挑戦でクイーンズランド州サウスポートのRSLクラブ・サウスポートでオーストラリアクルーザー級王者ピーター・キンセラと対戦し、12回2分33秒KO勝ちを収め王座獲得に成功した。
1997年8月15日、3戦目では2ヶ月間でいきなり階級を4階級下げ、シドニーのRSLクラブ・マリックビルでオーストラリアスーパーウェルター級王者ケビン・ケリーとケリーのタイトルとコモンウェルスイギリス連邦スーパーウェルター級王座決定戦で対戦し、プロ初黒星となる12回0-3（2者が109-120、113-119）の判定負けを喫しオーストラリア王座2階級制覇、コモンウェルス王座獲得に失敗した。
1997年11月28日、4戦目では3ヶ月間で再び階級を4階級戻し、ビクトリア州ジーロングのコリオ・レジャー・センターでエイドリアン・ベリンと対戦し、12回1-2（117-111、111-117、113-115）の判定負けを喫し初防衛に失敗、王座から陥落した。
1999年5月7日、メルボルンのプリンセス劇場でモセシー・ソロバイとオーストラリアスーパーミドル級王座決定戦を行い、11回TKO勝ちを収めオーストラリア王座の2階級制覇に成功した
1999年7月9日、ウロンゴンでブラッド・マヨとオーストラリアミドル級王座決定戦を行い、3-0の判定勝ちを収めオーストラリア王座3階級制覇に成功した。
1999年9月28日、シドニーのサウス・シドニー・ジュニアラグビーリーグクラブでオーストラリアライトヘビー級王者でIBFパンパシフィックライトヘビー級王者のグレン・ケリーと対戦し、0-3の判定負けを喫しオーストラリア王座4階級制覇、IBFパンパシフィック王座獲得に失敗した。
2000年6月19日、バートン・アポン・トレントでネビル・ブラウンとコモンウェルスイギリス連邦ミドル級王座決定戦を行い、9回TKO勝ちを収め王座獲得に成功した。
2000年9月16日、イギリスのロンドンのヨーク・ホールでハワード・イーストマンと対戦し、12回判定負けを喫しコモンウェルス王座初防衛に失敗、王座から陥落した。
2001年1月27日、オランダのアムステルダムのヤープ・エデンハルでレイモンド・ジョバルとIBO世界ミドル級王座決定戦を行い、12回0-2（114-114、112-116、113-116）の判定負けを喫し王座獲得に失敗した。
2001年9月3日、ウロンゴンのウロンゴン・エンターテイメント・センターでアンソニー・ムンディンとIBFパンパシフィックスーパーミドル級王座決定戦を行い、12回1-2（114-116、113-115、115-113）の判定負けを喫し王座獲得に失敗した。
2002年7月24日、ビクトリア州アルバート・パークでショーン・スライバーンとIBFパンパシフィックミドル級王座決定戦を行い、12回3-0（118-107、120-109、120-102）の判定勝ちを収め王座獲得に成功した。
2002年10月15日、ビクトリア州アルバート・パークでサキオ・ビカと対戦し、12回2-0(116-112、117-112、114-114)の判定勝ちを収めIBFパンパシフィック王座初防衛に成功した。
2003年6月2日、ニューサウスウェールズ州ペンリスでネイダー・ハムダンと対戦し、12回3-0（117-112、117-113、118-110）の判定勝ちを収めIBFパンパシフィック王座2度目の防衛に成功した。
2003年8月12日、ビクトリア州アルバート・パークでラモン・アルトゥロ・ブリテスと対戦し、12回3-0(3者とも120-108)の判定勝ちを収めIBFパンパシフィック王座3度目の防衛に成功した。
2003年9月7日、益城町総合体育館でOPBF東洋太平洋ミドル級王者豊住徳太郎と対戦し、12回2-1(118-113、114-116、119-110)の判定勝ちを収め王座獲得に成功した。
2003年11月1日、後楽園ホールで鈴木悟と対戦し、12回3-0（119-107、119-108、119-109）の判定勝ちを収め初防衛に成功した。
2003年12月5日、ニューサウスウェールズ州ペンリスでシルビオ・ロハスと対戦し、4回TKO勝ちを収めIBFパンパシフィック王座4度目の防衛に成功した。
2004年1月23日、ニューサウスウェールズ州ペンリスでファン・カルロス・レッティエリと対戦し、初回1分29秒TKO勝ちを収めIBFパンパシフィック王座5度目の防衛に成功した。
2004年3月7日、ニューサウスウェールズ州ペンリスでホルヘ・スクラランディと対戦し、8回1秒TKO勝ちを収めIBFパンパシフィック王座6度目の防衛に成功した。
2004年4月16日、ビクトリア州ダンデノングでムーホーディと対戦し、3回TKO勝ちを収めIBFパンパシフィック王座7度目の防衛に成功した。
2004年5月28日、ニューサウスウェールズ州ペンリスでプラサクダ・シンワンチャーと対戦し、3回1分25秒TKO勝ちを収めIBFパンパシフィック王座の8度目の防衛に成功した。
2004年7月18日、アメリカのカリフォルニア州テメキュラでレイモンド・ジョバルとIBF世界ミドル級挑戦者決定戦を行い、12回3-0（2者が120-107、119-108）の判定勝ちを収めバーナード・ホプキンスへの挑戦権を獲得した。
2005年12月10日、アメリカのコネチカット州アンカスビルのモヒガン・サンでロナルド・ライトとWBC・IBF世界ミドル級挑戦者決定戦を行い、12回0-3(113-115、110-117、112-115)の判定負けを喫しIBF王者アルツール・アブラハムへの挑戦権獲得、WBC・WBO統一王者ジャーメイン・テイラーへの挑戦権獲得に失敗した。
2007年3月7日、シドニーのシドニー・エンターテイメント・センターでミッケル・ケスラーのスーパー王座認定に伴い空位になったWBA世界スーパーミドル級王座決定戦をアンソニー・ムンディンと行い、プロ初のKO負けとなる9回2分26秒KO負けを喫し王座獲得に失敗した。
2007年10月30日、NBCが放送するリアリティー・ショーのザ・コンテンダーの準決勝でサキオ・ビカと対戦し、0-3（75-77、2者が74-78）の判定負けを喫し決勝進出を逃した。
2008年5月28日、シドニーのシドニー・エンターテイメント・センターでWBA世界スーパーミドル級王者アンソニー・ムンディンと対戦し、12回0-3（2者が112-116、112-117）の判定負けを喫し王座獲得に失敗した。
2009年8月16日、メルボルンでシントゥン・キャットブサバとIBOアジア太平洋ミドル級王座決定戦を行い、7回1分40秒TKO勝ちを収め王座獲得に成功した。
2009年10月4日、メルボルンでレス・ピッパーとWBF世界ミドル級暫定王座決定戦並びにIBFオーストラリアミドル級王座決定戦を行い、7回1分43秒TKO勝ちを収めWBF暫定王座獲得、IBFオーストラリア王座獲得に成功した。
2010年3月13日、ビクトリア州ムーニー・ポンズでシャノン・マクマホンとWBF世界ミドル級王座決定戦を行い、11回2分20秒TKO勝ちを収め王座獲得に成功した。
2010年9月23日、ビクトリア州フレミントンでプラデープ・シンとIBFパンパシフィックミドル級王座決定戦を行い、10回1分27秒TKO勝ちを収め王座返り咲きに成功した。
2011年11月28日、ビクトリア州フレミントンでエロモセレ・アルバートとIBF世界ミドル級2位決定戦を行い、12回3-0（116-112、118-110、117-111）の判定勝ちを収めIBF世界ミドル級2位となりIBF世界ミドル級王座への指名挑戦権第2位を獲得した。
2012年2月19日、ニューサウスウェールズ州ホームブッシュでガース・ウッドとIBFパンパシフィックミドル級暫定王座決定戦を行い、12回3-0(117-114、118-110、119-109)の判定勝ちを収め王座獲得に成功した。
2012年8月24日、ジーロングでジョバンニ・ロレンソとIBF世界ミドル級指名挑戦者決定戦を行い、12回3-0(117-114、118-110、119-109)の判定勝ちを収めダニエル・ゲールへの指名挑戦権獲得に成功した。
2013年2月1日、ドイツのデュッセルドルフのISSドームで元WBA世界ミドル級スーパー王者のフェリックス・シュトルムと対戦し、12回3-0(116-111、2者が114-113)の判定勝ちを収めた。しかしソリマンから違反薬物のシネフリンに対する陽性反応が検出された為、BDBから9ヵ月間の出場停止処分を受け、試合は無効試合に変更された。
2013年12月11日、ビクトリア州フレミントンでレス・シェリントンとPABAミドル級暫定王座決定戦を行い、9回2分12秒TKO勝ちを収め王座獲得に成功した。
2014年2月、ジャロッド・フレッチャーの王座返上に伴いPABAミドル級正規王座に認定された。
2014年4月、IBF世界ミドル級王者フェリックス・シュトルムに挑戦する為にPABAミドル級王座を返上した。
2014年5月31日、ドイツのクレーフェルトのケーニッヒ・パラストでIBF世界ミドル級王者のフェリックス・シュトルムと対戦し、12回3-0（2者が118-110、117-111）の判定勝ちを収め1年3ヵ月ぶりの再戦を制し王座獲得に成功した。オーストラリアのプロボクサーで最年長王座獲得に成功、プロ転向17年目40歳での世界王者初戴冠となった。
2014年10月8日、ミシシッピ州ビロクシのボー・リヴァージュ・リゾート＆カジノで元WBAスーパー・WBC・IBF・WBO世界ミドル級王者でIBF世界ミドル級15位のジャーメイン・テイラーと対戦し、12回0-3（111-116、109-115、109-116）の判定負けを喫し初防衛に失敗、王座から陥落した。対戦相手のテイラーは従弟の男性への発砲に関与した疑いで逮捕されたが、保釈金25000ドルを支払い釈放され、この対戦に向けたトレーニングも許可されたとはいえ、第一級家庭内暴行容疑及び、加重暴行容疑の重罪で保釈中の身であったため、法律的にも倫理的にも実現が危ぶまれた一戦だった。
2015年6月26日、アメリカのワシントン州シェルトンのリトル・クリーク・カジノ・リゾートでドミニク・ウェイドと対戦し10回1-2（94-95、96-93、92-97）の判定負けを喫した。
2015年11月21日、パリのパレ・デ・スポール・ポルト・ド・ヴェルサイユで元WBO世界ミドル級王者のハッサン・ヌダム・ヌジカムとIBF世界ミドル級2位決定戦を行うと報道されたが、ヌジカムはルヴァロワ＝ペレのパレ・デ・スポール・マルセル・セルダンでアフタンディル・クルツィゼとIBF世界ミドル級2位決定戦を行うことが決定した為、ソリマンとヌジカムの間でIBF世界ミドル級2位決定戦は中止になった。
2016年7月21日、コネチカット州レッドヤードのフォックスウッズ・リゾート・カジノでセルゲイ・デレフヤンチェンコとIBF世界ミドル級挑戦者決定戦を行い、2回2分41秒TKO負けを喫しゲンナジー・ゴロフキンへの挑戦権を獲得出来なかった。
2024年4月6日、20年5ヶ月ぶりに来日し大阪府の堺市産業振興センターでOPBF東洋太平洋スーパーミドル級9位の野中悠樹と2019年12月に前王者ジェイド・ミッチェルが返上して以来4年4ヶ月空位となっていたOPBF東洋太平洋同級王座決定戦で対戦するも、12回0-3（114-115、113-115、110-118）の判定負けを喫し王座を獲得出来なかった。当初野中はOPBF東洋太平洋同級3位のローハン・マードックと対戦する予定であったが、マードックが手首を負傷したためソリマンが代役出場することとなった。

## 獲得タイトル
- オーストラリアクルーザー級王座
- オーストラリアスーパーミドル級王座
- オーストラリアミドル級王座
- コモンウェルスイギリス連邦ミドル級王座
- IBFパンパシフィックミドル級王座
- 第37代OPBF東洋太平洋ミドル級王座（防衛1）
- IBOアジア太平洋ミドル級王座
- IBFオーストラリアミドル級王座
- WBF世界ウェルター級暫定王座
- WBF世界ウェルター級王座
- IBFパンパシフィックミドル級暫定王座
- PABAミドル級暫定王座（防衛0=正規王座に認定）
- 第21代PABAミドル級王座（防衛0）
- 第13代IBF世界ミドル級王座（防衛0）